# Vi unga

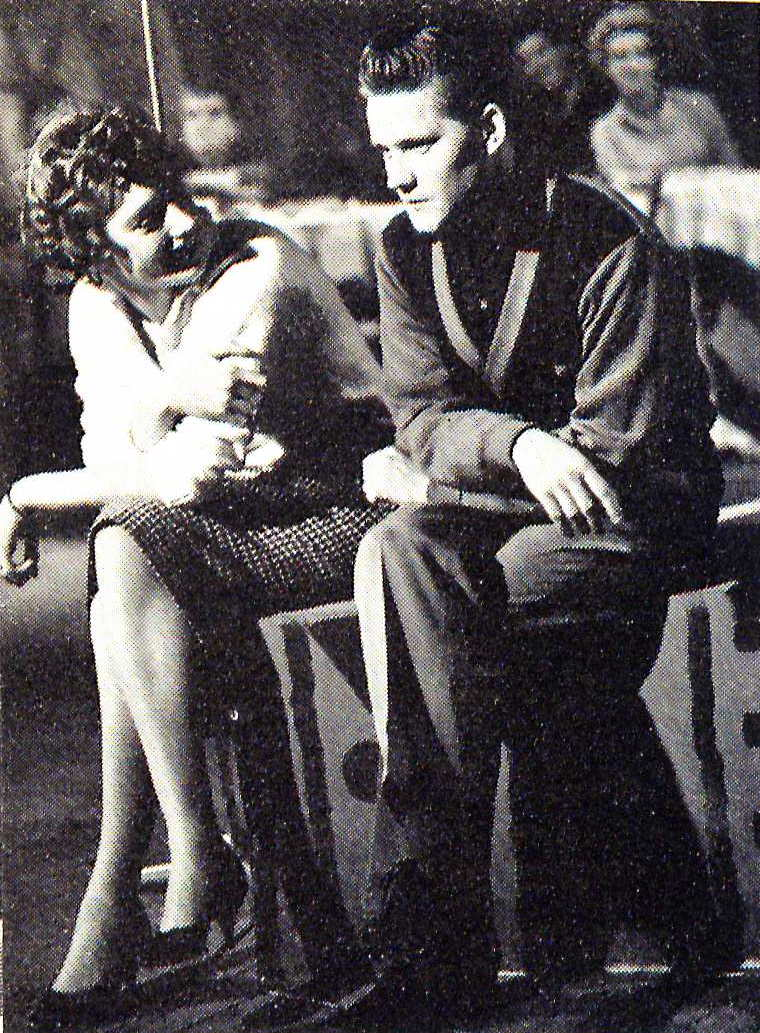
Karin Falck (då Sohlman) intervjuar Little Gerhard hösten 1958.

Vi unga var ett ungdomsprogram som sändes åren 1957–1960 i Sveriges Radio-TV. Det var första TV-magasinet för unga som blev en fullträff. Karin Sohlman (senare Falck) var en av programledarna och hade även egen spalt för tonåringar i Röster i radio-TV. Vi unga anslöt sig genom sitt klubbformat till radions Vårat Gäng och Våran Klubb. Programmet inleddes med att publiken gjorde entré till källarklubben samtidigt som programledarna ställde i ordning i lokalen. Charlie Norman var programmets musiker på piano. Tidens grupper som spelade skiffle dök upp och idoler som Gunnar Wiklund, Lasse Lönndahl, Little Gerhard, Lill-Babs och Towa Carson. Även talanger ur publiken fick ibland chansen att uppträda. Efter ett par säsonger i källaren flyttade Vi unga ut till en sportstuga i Tyresö kommun utanför Stockholm med Karin Sohlman som ensam programvärd.

## Externa länkar

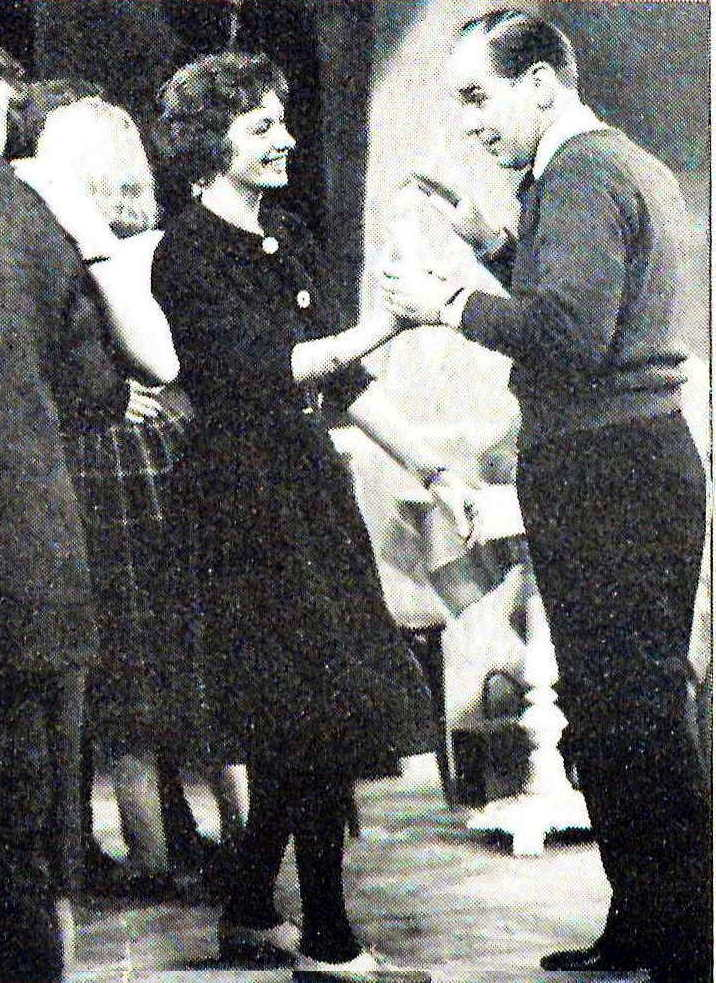
Karin Falck (då Sohlman) och Charlie Norman hösten 1958.